# نمودار سیم‌کشی

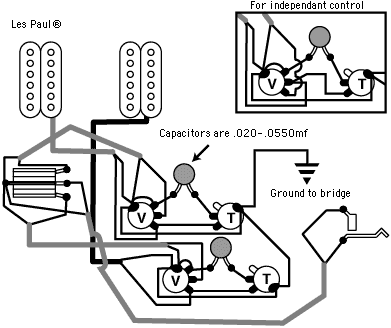
یک نمودار سیم‌کشی برای بخشی از یک گیتار برقی، نمایش نمایشی نیمه تصویری دستگاه‌هایی که تقریباً در همان مکان‌هایی که در گیتار قرار دارند، نشان داده شده‌است.

نمودار سیم‌کشی (انگلیسی: Wiring diagram)، یک نمایش تصویری معمولی ساده از یک مدار الکتریکی است. این نمودار اجزای مدار را به صورت اشکال ساده و اتصال‌های الکتریکی و سیگنال بین دستگاه‌ها را نشان می‌دهد.
نمودار سیم‌کشی معمولاً اطلاعاتی را در مورد موقعیت نسبی و ترتیب دستگاه‌ها و ترمینال‌های موجود در دستگاه‌ها برای کمک به ساخت یا سرویس‌دهی دستگاه ارائه می‌دهد. این برخلاف نمودار شماتیک است، جایی که ترتیب اتصالات قطعات روی نمودار معمولاً با مکان فیزیکی اجزا قطعه در دستگاه تمام شده مطابقت ندارد. یک نمودار تصویری جزئیات بیشتری از شکل ظاهری را نشان می‌دهد، در حالی که نمودار سیم‌کشی از نماد نمادین تری برای تأکید بر اتصالات بیش از شکل ظاهری استفاده می‌کند.
از نمودار سیم‌کشی اغلب برای عیب‌یابی مشکلات و اطمینان از اینکه همه اتصالات برقرار شده و همه چیز موجود است استفاده می‌شود.

## == جستارهای وابسته
- سیم‌کشی الکتریکی
- نمودار مدار
- طرح‌واره